# Kamienica przy pl. Bolesława Chrobrego 15 w Kłodzku
Kamienica przy ul. Bolesława Chrobrego 15 w Kłodzku – zabytkowa kamienica położona na kłodzkim rynku, w jego południowo-wschodniej stronie, na rogu ul. Bolesława Chrobrego i ul. Armii Krajowej.

## Historia
Pierwsze domy na miejscu dzisiejszej kamienicy nr 15, powstały na przełomie XIII i XIV w., co wiązało się z lokacją Kłodzka oraz wytyczeniem rynku. Były to zabudowania prawdopodobnie drewniane. 
Obecna kamienica nr 15 powstała w latach 1585-1588, w stylu renesansowym. Została ona gruntownie przebudowana ok. 1700 r. w stylu barokowym. Była remontowana na początku XX w. i w latach 1986-1991.
Decyzją wojewódzkiego konserwatora zabytków z dnia 12 kwietnia 1966 roku kamienica została wpisana do rejestru zabytków

## Architektura
Jest to okazały budynek trzykondygnacyjny, czteroosiowy, przerobiony całkowicie w XVIII w., poza parterem od strony ul. Armii Krajowej, który zachował cechy renesansowe. Elewacja od strony pl. Chrobrego posiada parter z detalami barokowymi i trzema oknami o ładnych uszatych obramieniach. Na gładkim gzymsie wstęgowym spoczywają cztery pilastry korynckie, biegnące przez dwa piętra. Piąty z nich usunięto w 1924 r., zaburzając rytm fasady. Cztery okna pierwszego piętra mają naczółki trójkątne (osie skrajne) i łukowe (osie wewnętrzne), z płaskorzeźbami w polach. Fasada zwieńczona szeroką facjatą ujętą w spływy zakończone niewielkimi ślimacznicami. Okna facjaty z opaskami.
Elewacja południowa od strony ul. Armii Krajowej jest całkiem odmienna z wyjątkiem parteru. Jest ona mniej efektowna od pozostałych części budynku. Ze względu na zróżnicowanie terenu jest wyższa o jedną kondygnację. Dekoracja nawiązuje do elewacji frontowej, ale jest wykonana w gorszym stylu. Na większą uwagę zasługuje sześć podobnych portali parteru. Pochodzą one z XVI w. Wyjątkiem jest czwarty portal, licząc od rogu budynku wykonany w 1924 r..

## Ciekawostki
- W tym domu mieszkał król Prus Fryderyk II Wielki, w czasie wizytacji Twierdzy Kłodzko.
- Przed domem nakręcono jedną ze scen do 18 odcinka serialu Czterej pancerni i pies[9].

## Galeria

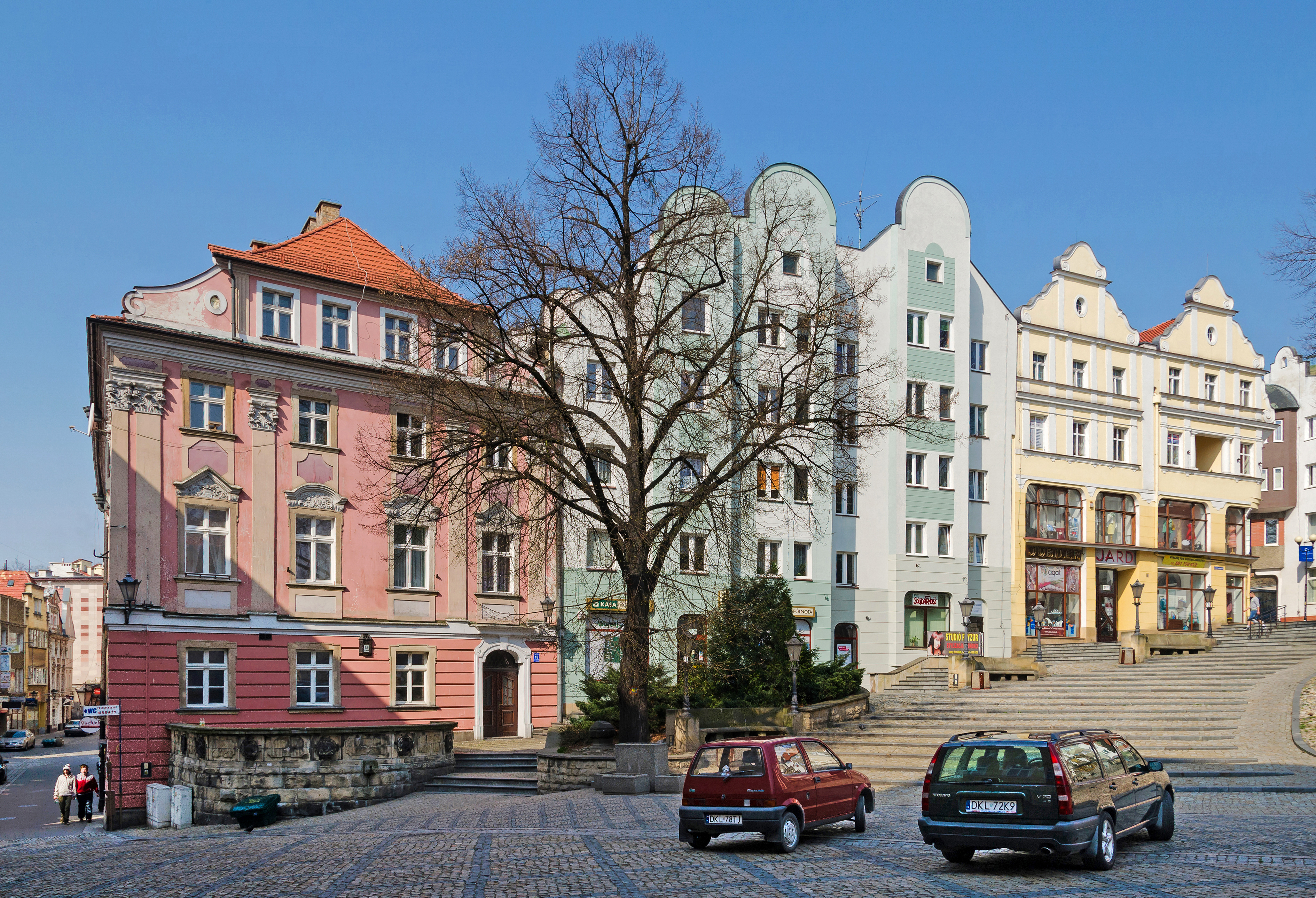
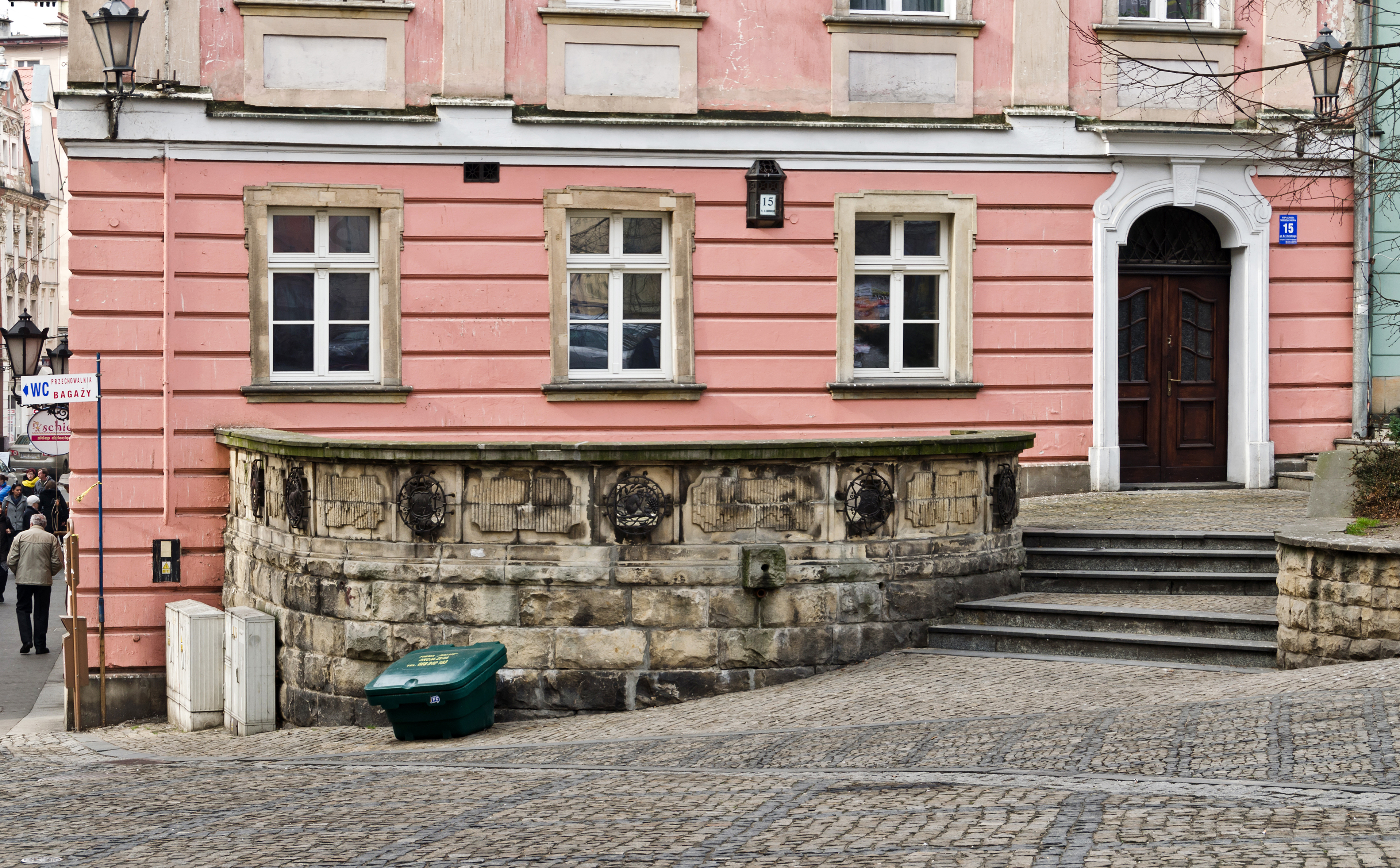
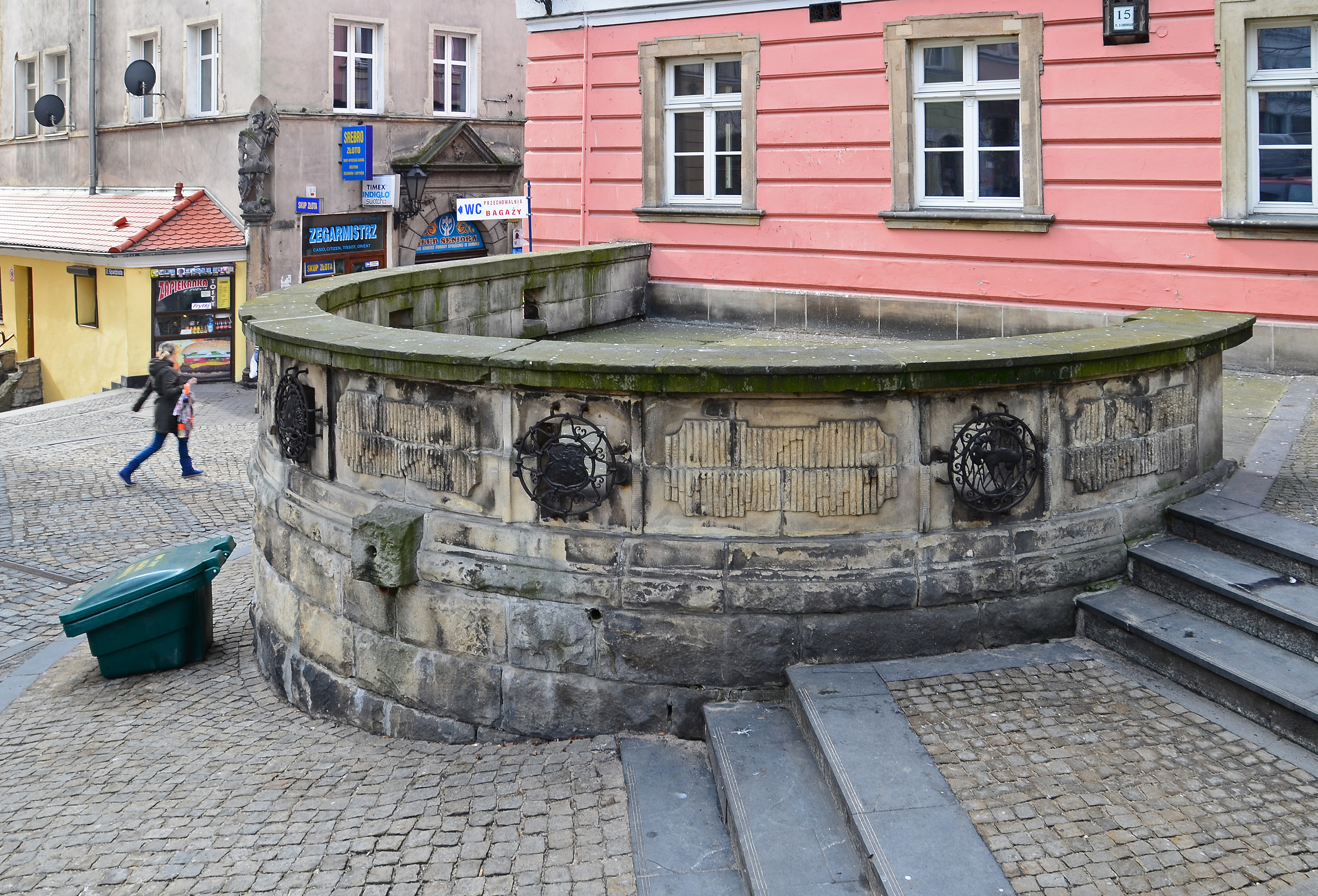
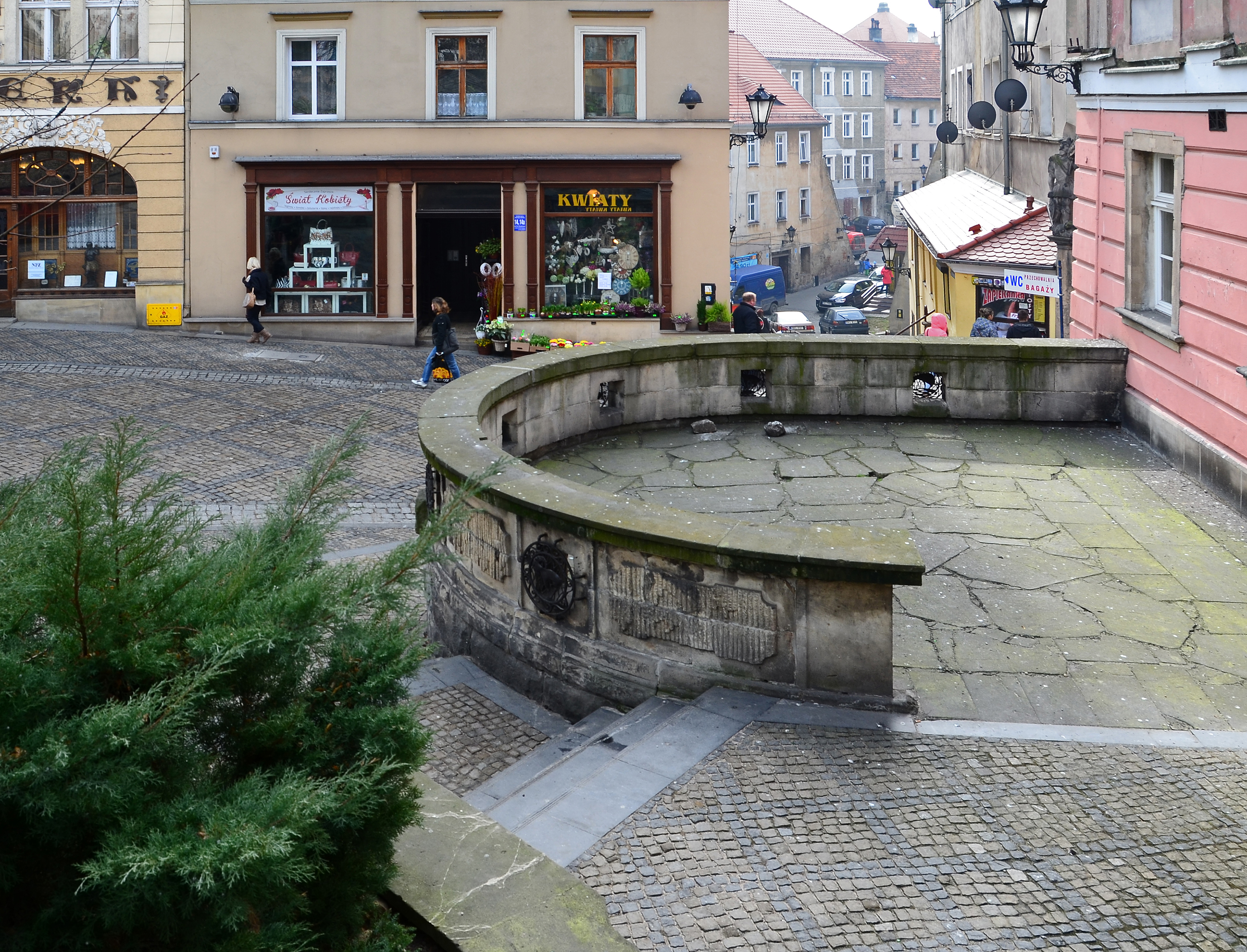
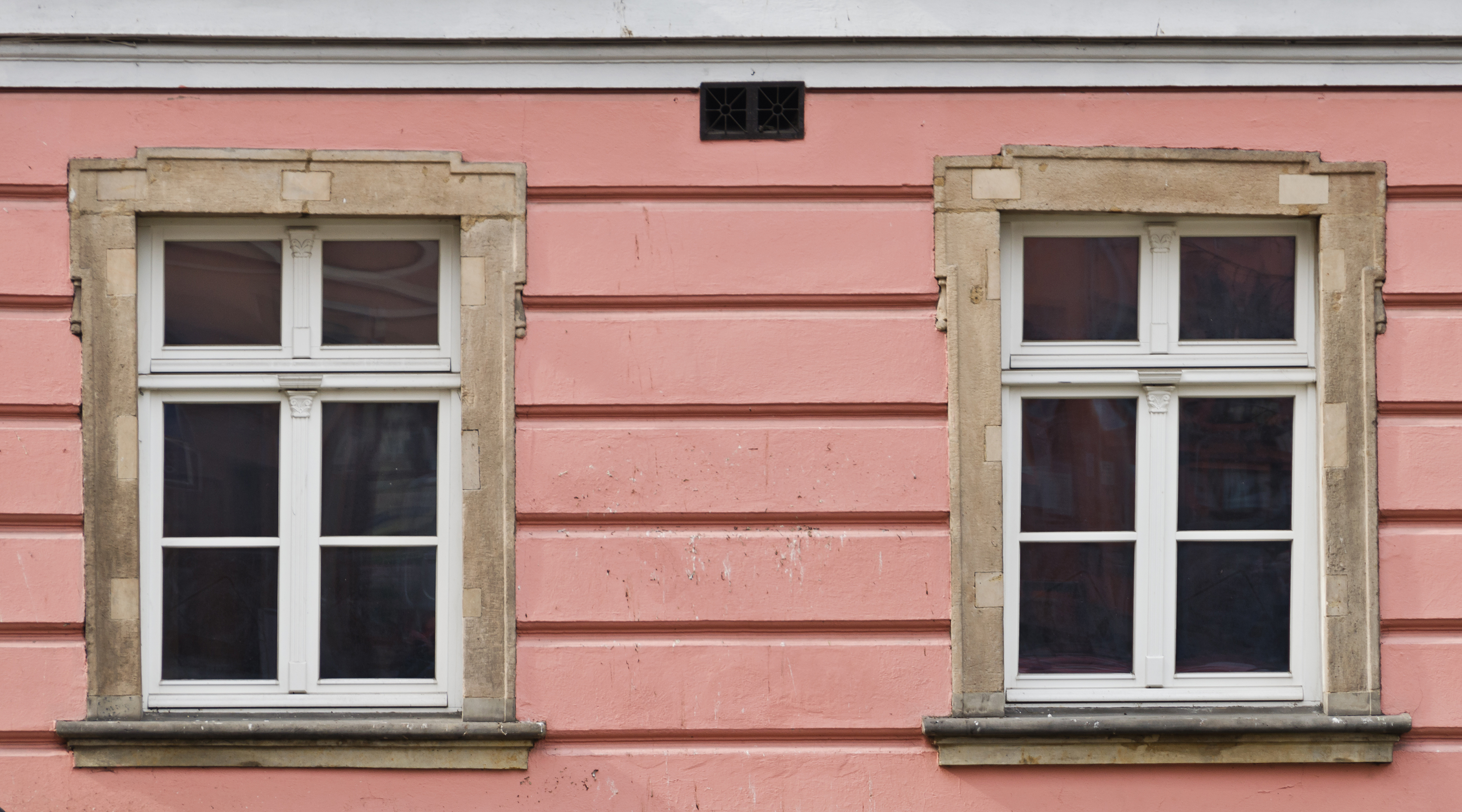
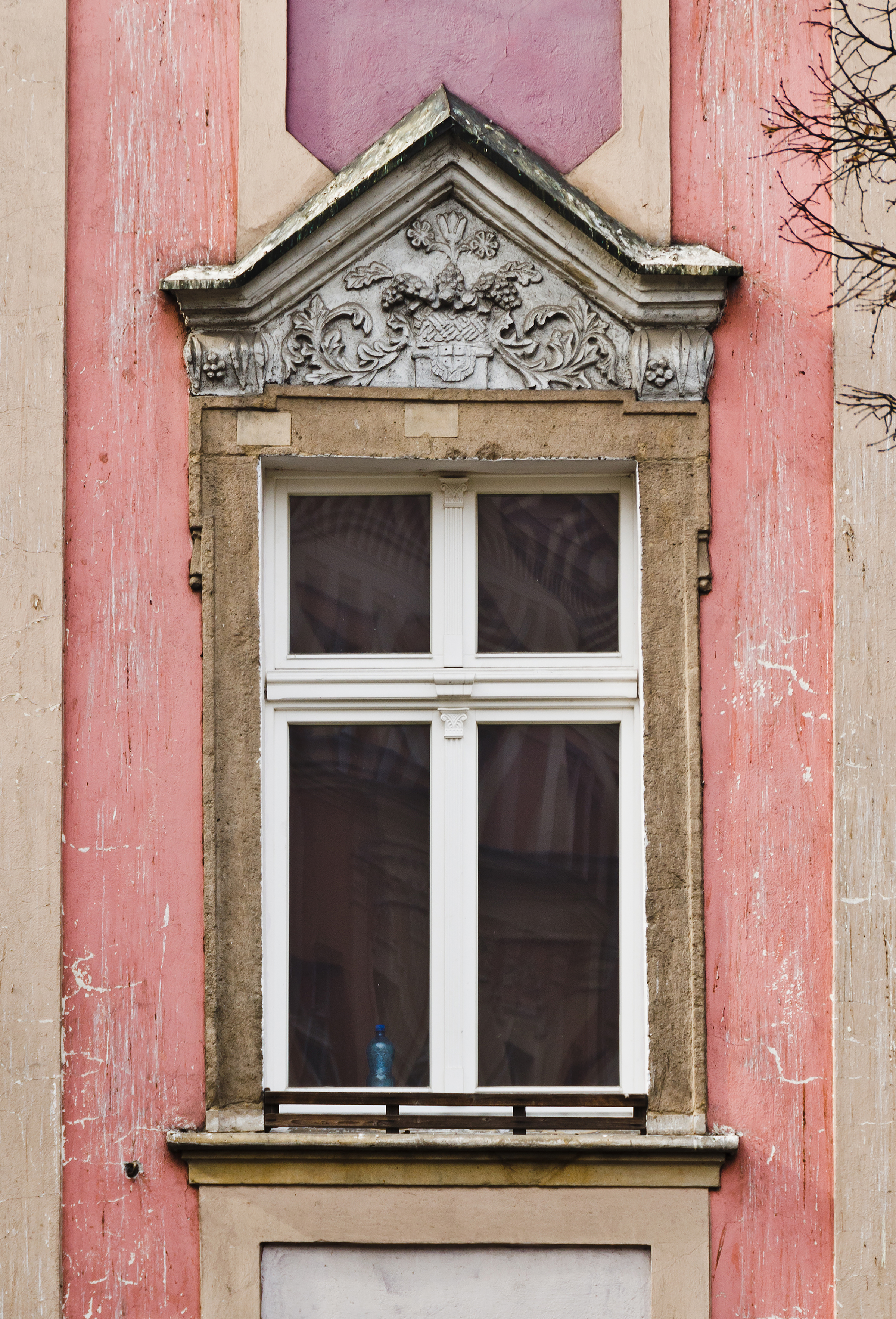
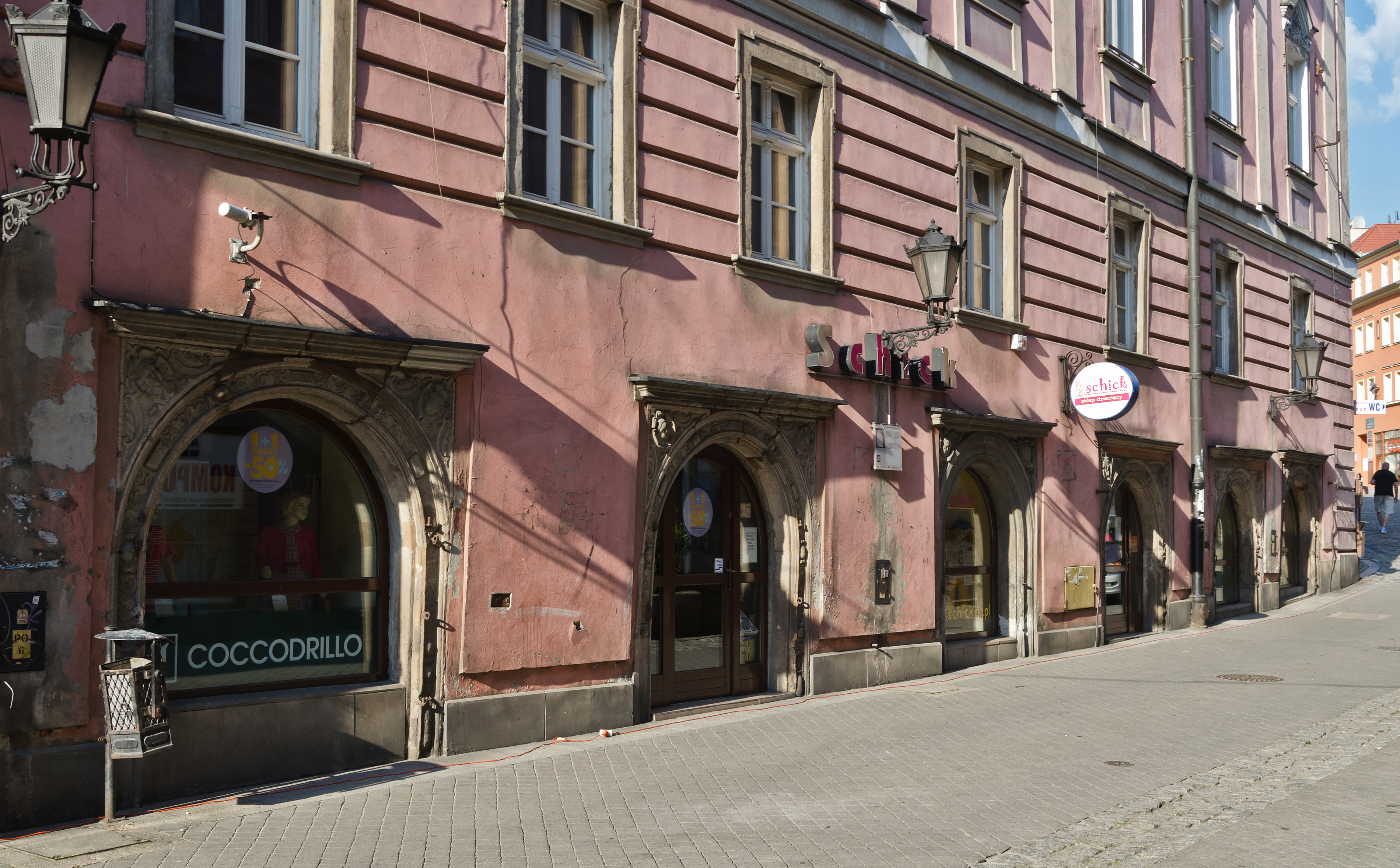
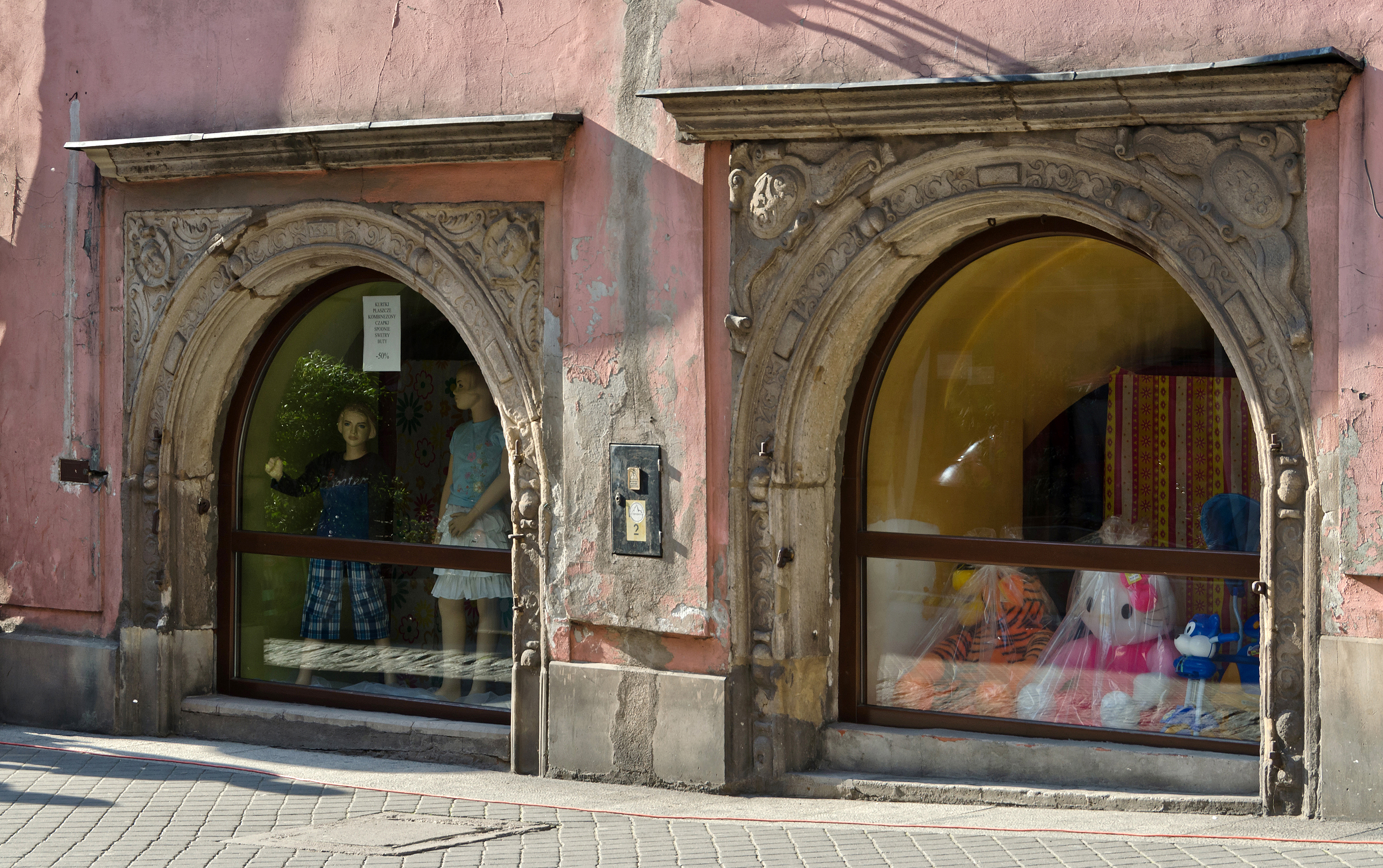
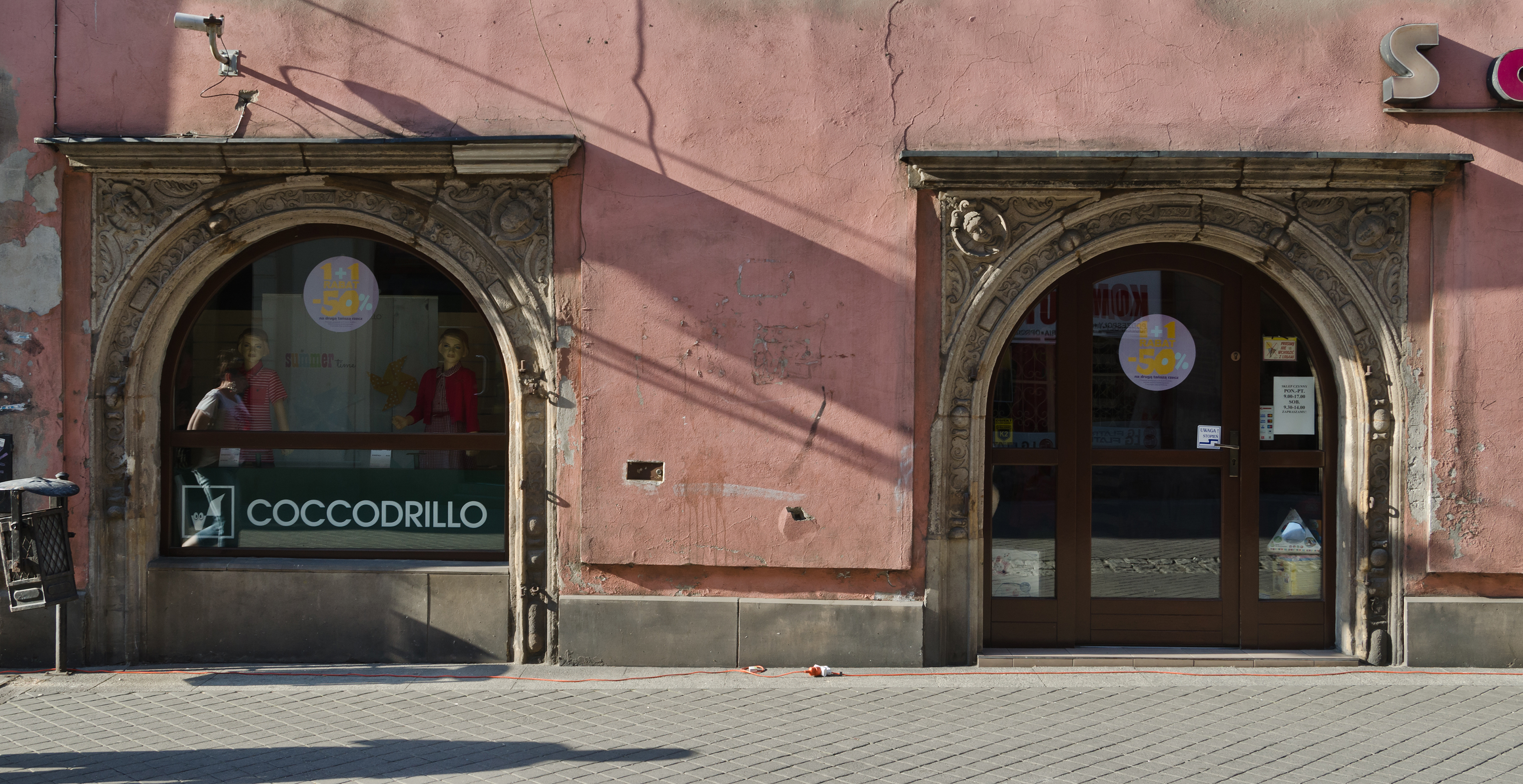
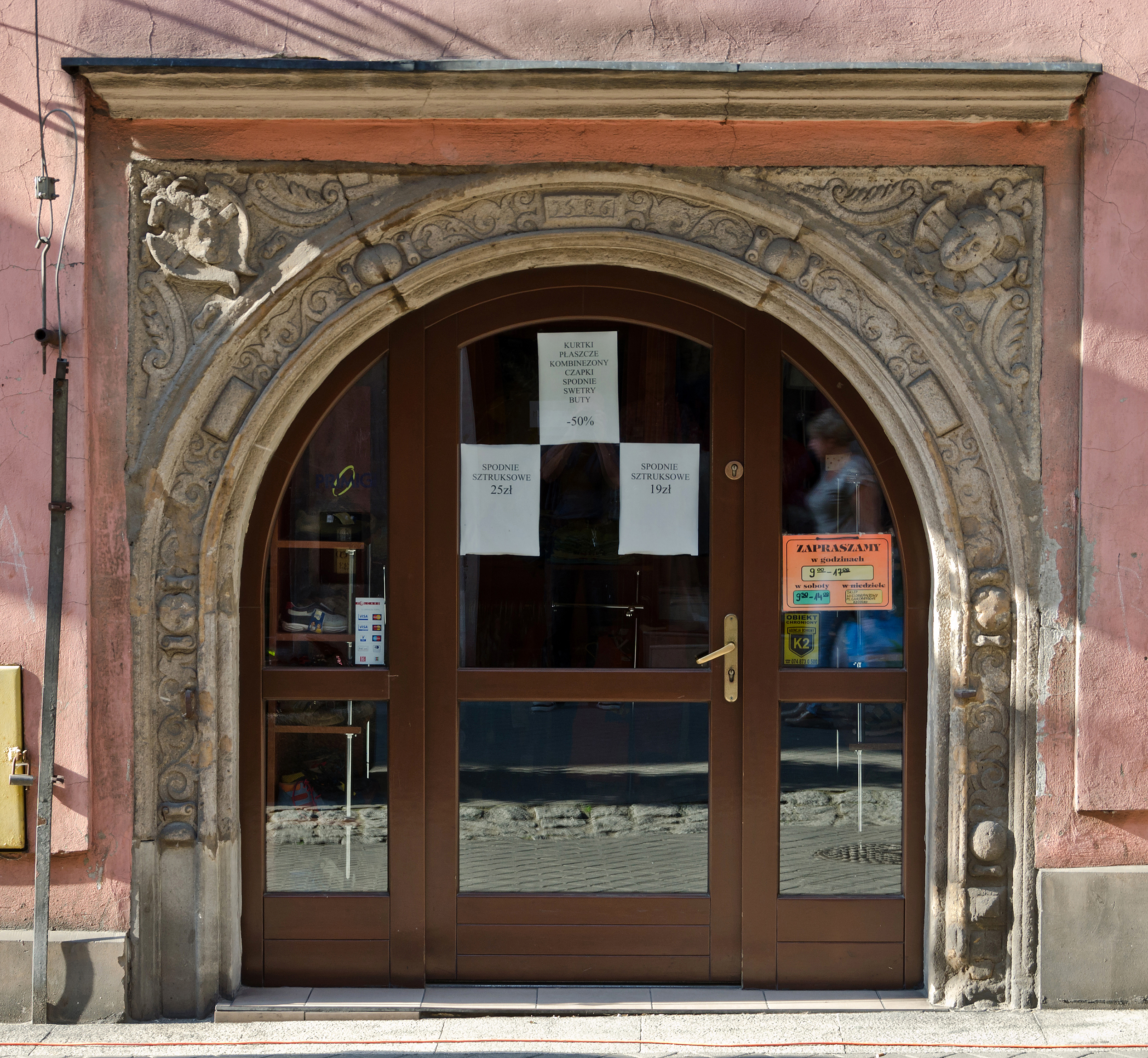
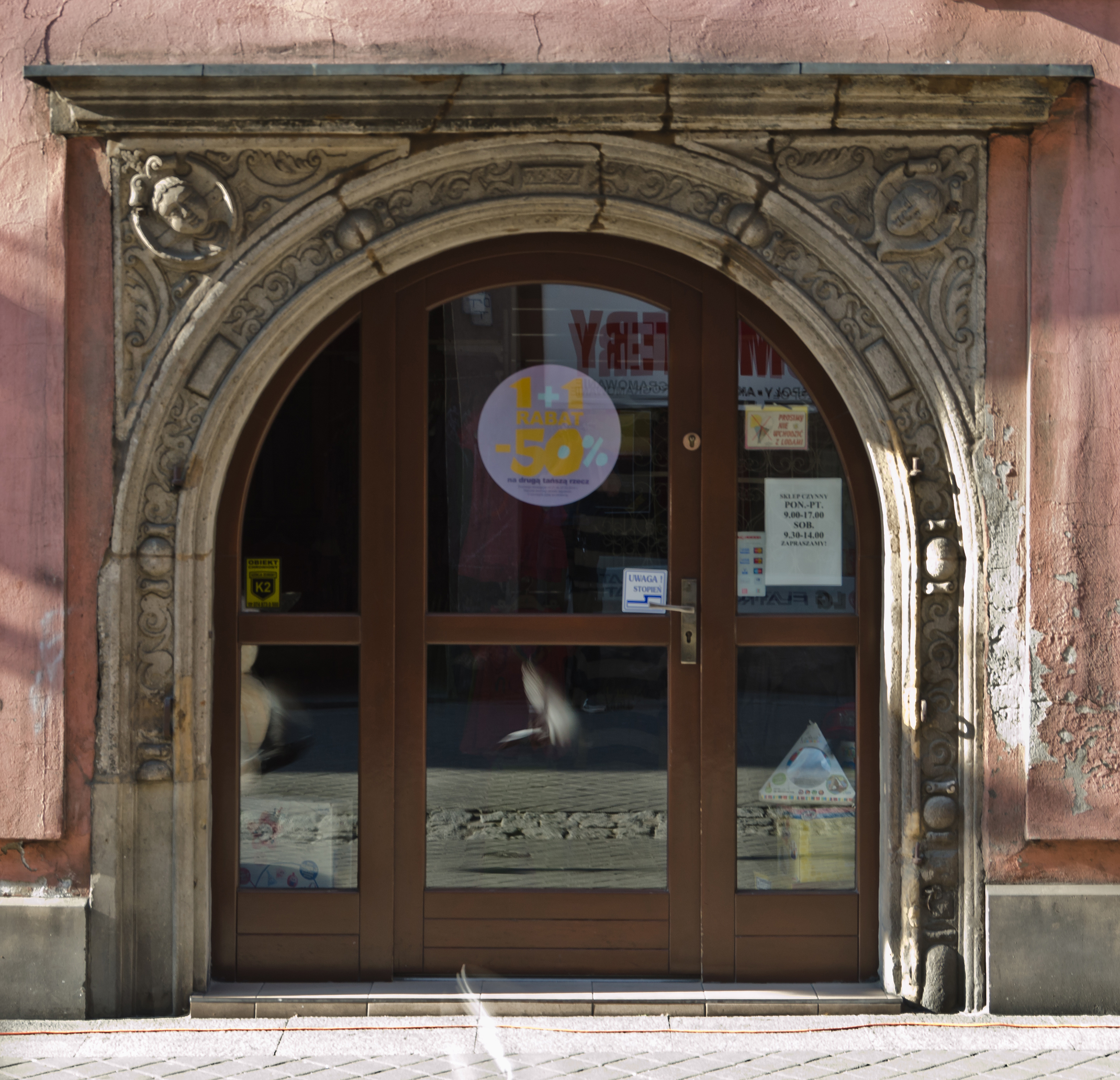
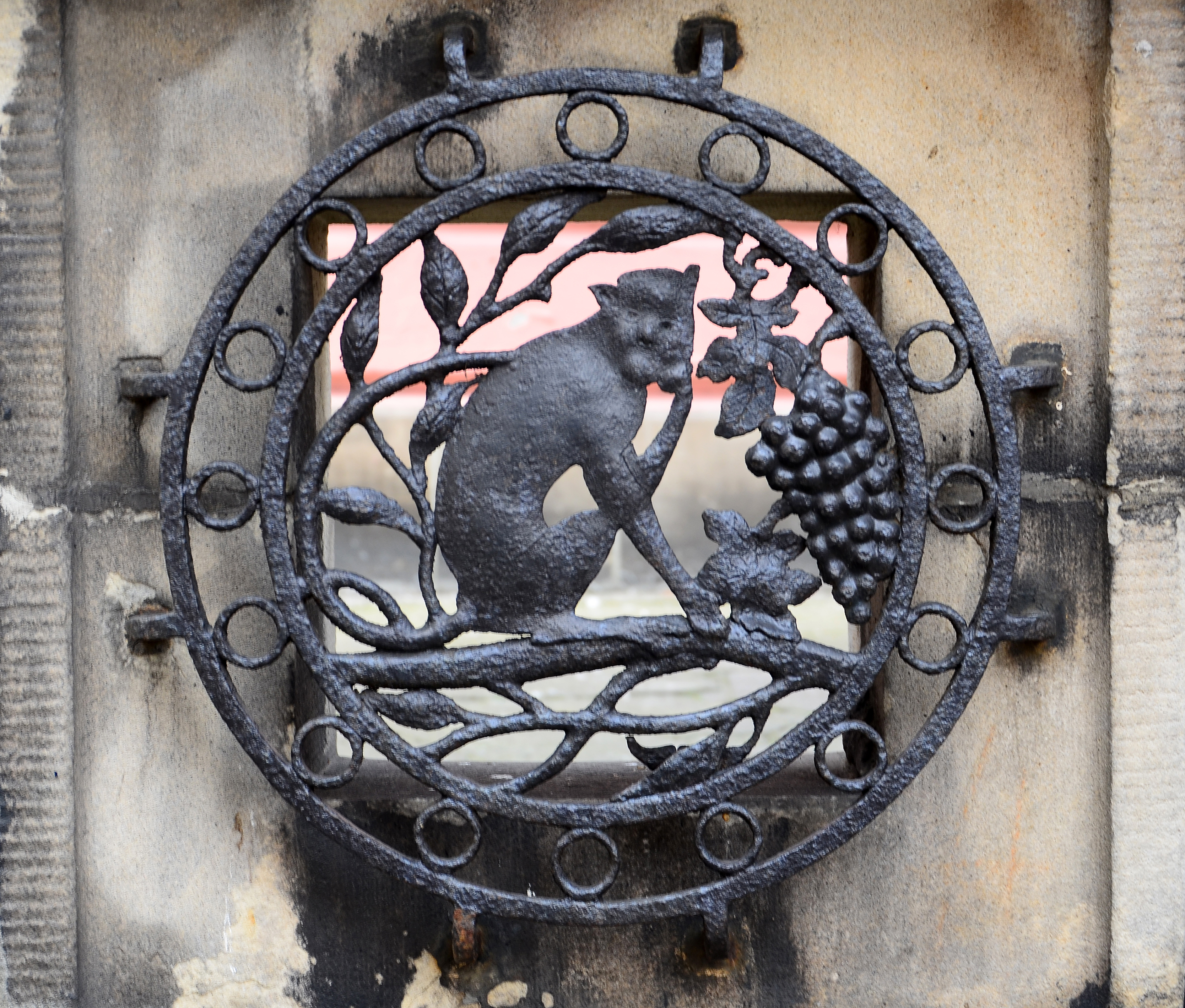
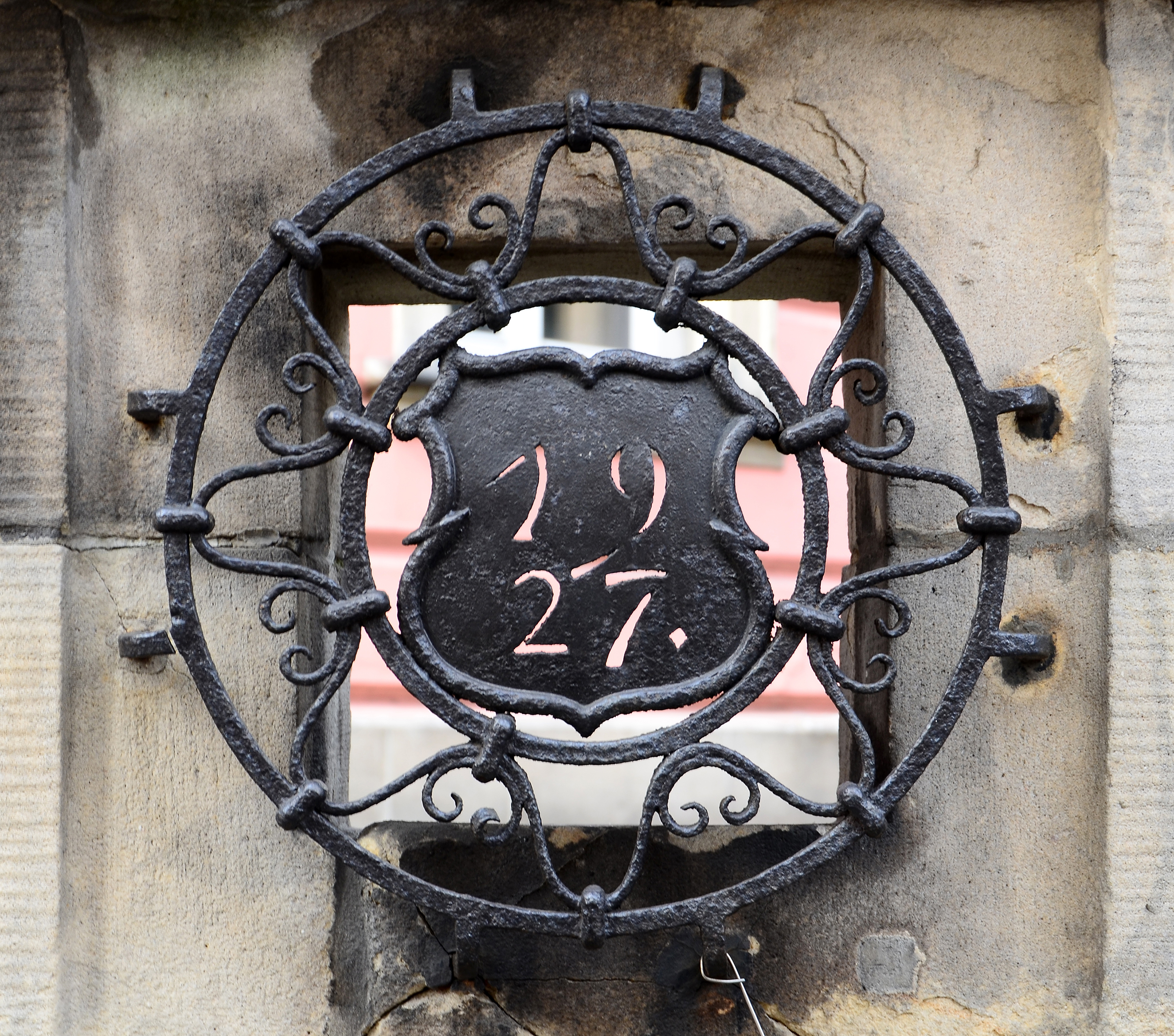